# ويليام شاندلير
ويليام شاندلير (بالإنجليزية: William Chandler)‏ هو مهندس أمريكي، ولد في 1890، وتوفي في 28 يوليو 1924.

## وصلات خارجية
- ويليام شاندلير على موقع DriverDB.com (الإنجليزية)